# Papiermusik
Papiermusik kann ein Bestandteil des Faches Rhythmisch-musikalische Erziehung in der Grundschule sein.
Mit Hilfe von unterschiedlichen Papiersorten, wie zum Beispiel Transparentpapier, Butterbrotpapier, Backpapier, Krepppapier, werden verschiedene Klangfarben erzeugt. 
Ziel der Papiermusik ist es, die Kinder für die Vielfalt von Klängen und Klangfarben zu sensibilisieren und ihre kreative und rhythmische Fähigkeit zu fördern. Durch das Basteln und Experimentieren mit Papier werden die Kinder auf spielerische Weise an die Musik herangeführt und lernen, ihre eigene Musik zu erschaffen.
Papiermusik ist ein wertvolles Instrument für die rhythmisch-musikalische Erziehung und kann Kinder dazu animieren, sich für Musik zu begeistern und ihre Fähigkeiten weiterzuentwickeln. Es ist eine unterhaltsame und einfache Möglichkeit, Kinder musikalisch zu fördern, und eignet sich besonders gut für den Einsatz in der Grundschule.